# مونوسیتوپوئز
مونوسیتوپوئز (انگلیسی: Monocytopoiesis) فرآیندی است که منجر به تولید مونوسیت‌ها (و سپس ماکروفاژها) می‌شود.
مونوسیتوپوئز می‌تواند توسط فاکتور تحریک کننده کلنی ماکروفاژ ایجاد شود.
این فرایند یکی از اجزای میلوپوئز است.